# Little Mix
Little Mix je britská dívčí hudební skupina založená v roce 2011 během osmé řady britské verze X-Factoru. Členkami skupiny jsou Perrie Edwards, Leigh-Anne Pinnock a Jade Thirlwall. Mezi členky patřila i Jesy Nelson, která skupinu opustila v roce 2020 kvůli problémům s duševním zdravím. Skupina je známá hlavně díky jejich harmoniím, silným hlasovým schopnostem a textům o posílení postavení žen a jednotě.
Jako první skupina, která X-Factor vyhrála, podepsala smlouvu s nahrávací společností Simona Cowella, Syco Music. Po výhře vyšel první singl, cover verze písně „Cannonball“ od Damiena Riceho, který se stal 1. v britské hitparádě. Jejich druhý singl „Wings“ z jejich debutového alba DNA také skončil na prvním místě v Británii. Jako první dívčí kapela měla singl 1. po dobu tří týdnu v Británii. Byl to megahit „Black Magic“ ze studiového alba Get Weird. V roce 2015 vyhrály cenu Teen Choice Awards: Breakout Artist. Mezi další singly, které dosáhly 1. místa patří „Shout Out To My Ex“ (2016) a „Sweet Melody“ (2021). Každé jejich album; DNA (2012), Salute (2013), Get Weird (2015), Glory Days (2016), LM5 (2018) a Confetti (2020) se dostalo do pěti nejvyšších příček v britské hitparádě. Jejich čtvrté album, Glory Days, se po dvaceti letech stalo prvním albem dívčí skupiny, které nejdéle zůstalo na prvním místě britské hitparády. Během jejich kariéry, kapela prodala přes 50 milionů nahrávek celosvětově, což z nich dělá jednu nejprodávanějších dívčích skupin všech dob.
Jejich největším úspěchem je cena Brit Award v kategorii nejlepší skupina z roku 2021 - jsou jedinou dívčí hudební skupinou v historii, která tuto cenu získala, nedostáhly na ni totiž ani Spice Girls. V minulosti vyhrály Brit Award za Píseň Roku se singlem „Shout Out To My Ex“ roku 2017 a Brit Award za Videoklip Roku s písní „Woman Like Me“ roku 2019, dále obdržely šest MTV Europe Music Awards, dvě Teen Choice Awards, pět Global Awards a devět nominací na Brit Awards. Jejich turné pro alba Glory Days a Get Weird se zařadily na pátém a osmém místě tourné s nejvyššími výtěžky.

## 2011: Formace a X-Factor
V roce 2011, Edwards, Nelson, Pinnock a Thrilwall úspěšně prošly castingem jako solistky v osmé řadě britského X-Factoru, ale neprošly první výzvou v bootcampu. Přesto se však porotci rozhodli jim dát další šanci v kategorii skupin. Byly rozděleny do dvou kapel – Edwards, Nelson a další dvě dívky ve skupině Faux Pas a Pinnock a Thirlwall s další dívkou do skupiny Orion, ale ani jedna neprošly do dalšího kola 'Domy porotců'. Později se porotci rozhodli znovu zavolat dvě dívky z každé skupiny a vytvořili novou skupinu, později pojmenovanou Rythmix, kterou poslali přes Domy porotců do živých přenosů.
V první Live Show 8. 10. 2011 vystupovaly, pod vedením své mentorky Tulisy Contostavlos, s písní ''Super Bass'' od raperky Nicki Minaj. Jejich vystoupení bylo velmi úspěšné, dokonce je porotce Gary Barlow označil za ''nejlepší dívčí skupinu, která kdy byla v X-Factoru.'' 26. 10. 2011 Rythmix oznámily, že musí změnit své jméno, protože jistá Brightonská dětská hudební charita se jmenuje stejně. 28. 10. 2011 bylo oznámeno, že se skupina přejmenovala na ''Little Mix''.
20. listopadu 2011 se Little Mix staly první dívčí skupinou, která kdy prošla do 7. Live Show. Na prolomení kletby toho, že skupiny nevyhrávají získaly pozitivní ohlasy. Během semifinále vystupovaly s písněmi 'You Keep Me Hangin' On' od The Supremes (za níž byly zkritizovány porotce Louisem Walshem a porotkyní Kelly Rowlandovou) a 'If I Were A Boy' od Beyoncé, za kterou se jim dostalo chvály.
11. prosince Little Mix vyhrály X-Factor a staly se tak první skupinou vůbec a také první dívčí skupinou, které se to podařilo v britské verzi soutěže. Jejich vítězná píseň byl cover Cannonball od Damiena Rice, který byl vydán k digitálnímu stažení 11. 12. 2011 a v CD forma 14. 12. 2011. The Xtra Factor: Cesta vítěžů byla v televizi na televizním kanále ITV2 17. 12. 2011. Jejich debutový single se dostal do první příčku UK Singles Chart 18. 12. 2011.

## 2012–2013: DNA a mezinárodní průlom
25. ledna 2012 Little Mix vystoupily na National Television Awards s písní "Don't Let Go (Love)" od En Vogue. Objevily se na předání ceny Best Talent Show spolu s porotci Gary Barlow a Tulisou Contostavlos, kterou X Factor vyhrál. V květnu 2012 Little Mix údajně podepsaly dohodu s Vividem a Bavardem o výrobě panenek, puzzle, doplňků a her s Little Mix tematikou. Před vydáním jejich prvního alba, skupina udělala cover – acappela verzi písně „End of Time“ od Beyoncé a nahrála ho na YouTube. Tento cover byl velmi chválen, zejmána pro jejich vzájemnou harmonii. Později v srpnu, vydaly další cover na píseň „We Are Young“ od Fun. ft.Janelle Monae, který opět obdržel pozitivní ohlas pro jejich harmonii.
6. června se v show Alan Carr: Chatty Man objevil útržek jejich debutového singlu „Wings“ před tím, než byl v srpnu vydán. Little Mix poprvé se svým debutovým singlem „Wings“ vystupovaly 1. července na T4 on the Beach. Jejich singl se dostal na první příčku v UK Singles Chart. V česku tento singl dosáhl 91. místa. 31. srpna 2012 vyšla jejich autobiografie pojmenovaná Ready to Fly, vydaná Harper Collins. V říjnu také jely na promo-tour do Austrálie. Za týden navštívily několik rádiových stanic, vystoupily i na australské verzi X Factoru a v australském ranním televizním pořadu Sunrise. Druhý singl "DNA" vyšel v říjnu. Jejich debutové album DNA bylo vydané 19. 11. 2012. Dosáhlo #3 jak v UK tak v Irsku, v Česku dokonce #2. V lednu 2013 podepsaly smlouvu s americkou nahrávací společností Columbia Records. 5. února 2013 vyšel singl "Wings" i v Americe, dosáhl 79. místa v žebříčku Billboard Hot 100, zatímco debutové album se umístilo jako čtvrté na žebříčku Billboard 200.
3. února 2013 vydaly třetí singl z alba DNA „Change Your Life“, které se umístilo jako č. 12 na UK Singles Chart. V březnu 2013 bylo oznámeno, že „How Ya Doin'?“ bude vydáno jako jejich čtvrtý a poslední singl z jejich debutového alba. 21. března oznámily, že „How Ya Doin'?“ bude společně vydáno s vítězkou cen Grammy Missy Elliott. V Česku tento singl dosáhl na 94. příčku. Ve videoklipu této písně udělaly reklamu barvám na vlasy Schwarzkopf. "How Ya Doin'?" se umístilo nejvýše na 16. místě ve Spojeném království i Skotsku a na 12. místě v Irsku. V žebříčcích zůstalo přes sedm týdnů.
Turné pro toto album bylo od ledna do února 2013, mělo 23 představení a proběhlo pouze ve Spojeném království.

## 2013–2014: Salute
V březnu 2013 bylo oznámeno, že pracují na jejich druhém albu. V interview s Digital Spy řekly, že chtěly, aby jejich albem znělo víc R&B. Nelson dodala: „Já bych si přála, aby bylo víc taneční. Něco jako, že přijdete do klubu a chcete na tohle tancovat. Ne ten David Guetta zvuk, ale víc R&B – trochu jako spolupráce Eve a Gwen Stefani: „Let Me Blow Ya Mind“.“
23. září 2013, singl „Move“ byl poprvé předveden na BBC Radio 1. Píseň vyšla 7. října a dostala se na 3. místo v UK charts, na 5. místo v Irsku, na 19. v Japonsku, na 12. na Novém Zélandu a na 73. na Slovensku. Objevila se i na žebříčcích v Belgii či Nizozemsku. Singl byl označen za "zlatý" v Austrálii za 35,000 prodejů a v Británii za 400,000.
4. října skupina nahrála video na jejich oficiální YouTube stránku, že jejich druhé studiové album se bude jmenovat Salute a k předobjednání bude k dispozici 7. října. Album Salute bylo vydáno 11. listopadu 2013 v UK a v USA 4. 2. 2014. Do toho alba se zapojily více psaním, než do svého debutu. Při tvorbě spolupracovaly s několika známými producenty. V UK se album dostalo na 4. místo, v ČR ani na Slovensku se neumístilo.
21. listopadu 2013 vydaly jejich druhý singl „Little Me“, protože má speciální zprávu a znamená pro ně hodně. Umístil se na 15. místě v Irsku a na 16. v Nizozemsku. Objevil se i na žebříčcích v Austrálii, Irsku či Libanonu. Skupina také vydala cover písně "Word Up!" od skupiny Cameo jako oficiální singl pro akci Sport Relief 2014. Obsadil 6. místo v britské hitparádě a 13. v Irsku. Objevil se i v australských, rakouských, dánskách i francouzských žebříčcích.
5. dubna 2014 bylo oznámeno, že píseň „Salute“ bude vydána jako třetí singl. Oficiální videoklip byl vydán 2. května 2014 a během 24 hodin měl více než milion zhlédnutí.
Turné pro toto album bylo od května do července 2014, mělo 20 představení a proběhla pouze ve Spojeném království, turné v Americe bylo zrušeno kvůli nahrávání jejich nového alba.

## 2015–2016: Get Weird
Na Brit Awards 2015 skupina oznámila, že jejich nové album je hotové, popisujíc ho jako "něco úplně nového", se slibem že vyjde někdy během roku 2015. Pro toto album bylo napsáno přes 100 písní, ale hlavní singl "Black Magic" byl napsán jako úplně poslední a byla to jejich poslední záchrana, protože si nemohly vybrat a žádná píseň nebyla dost dobrá. V roce 2020 ale Jesy v interview přiznala, že se jí nikdy obzvlášť nelíbil. "Black Magic" bylo vydáno v květnu 2015, singl se dostal na 1. místo ve Spojeném království a tam zůstal po dobu tří týdnů a tím se stal první singlem, který toto dokázal od singlu About You Now od skupiny Sugababes v roce 2007. V Česku se dostal na 29. místo, na 31. na Slovensku, na 3. v Irsku, na 4. v Belgii, na 5. v Izraeli, na 8. v Austrálii a na 67. v USA, což z něj dělá jejich nejúspěšnější singl v rámci žebříčku Billboard Hot 100. Singl byl prohlášen jako "zlatý" ve Spojených státech za 500,000 prodejů, "platinový" v Kanadě za 80,000, "dvojnásobně platinový" v Austrálii za 140,000 a Británii za 1,200,000 prodejů. Poprvé s touto písní a ostatními hity vystoupily pro Capital's Summertime Ball v červnu 2015, pak na Teen Choice Awards 2015 potom, co vyhrály cenu jako breakout artist. 24. ledna měly vystoupení s touto písní na Brit Awards, kde byly nominovány na nejlepší britský singl a nejlepší britský videoklip, bohužel ani v jedné kategorii nevyhrály.
15. července 2015 Little Mix na Twitteru oznámily, že se jejich nové album bude jmenovat "Get Weird" a vyjde 6. listopadu 2015. 25. září vyšel druhý singl "Love Me Like You". Poprvé s ním vystoupily na australské verzi X Factoru v říjnu 2015, poté v Royal Albert Hall v prosinci 2015 a na akci Capital Jingle Bell Ball. Singů se umístil #11 ve Spojeném království, #81 v Česku a #64 na Slovensku.

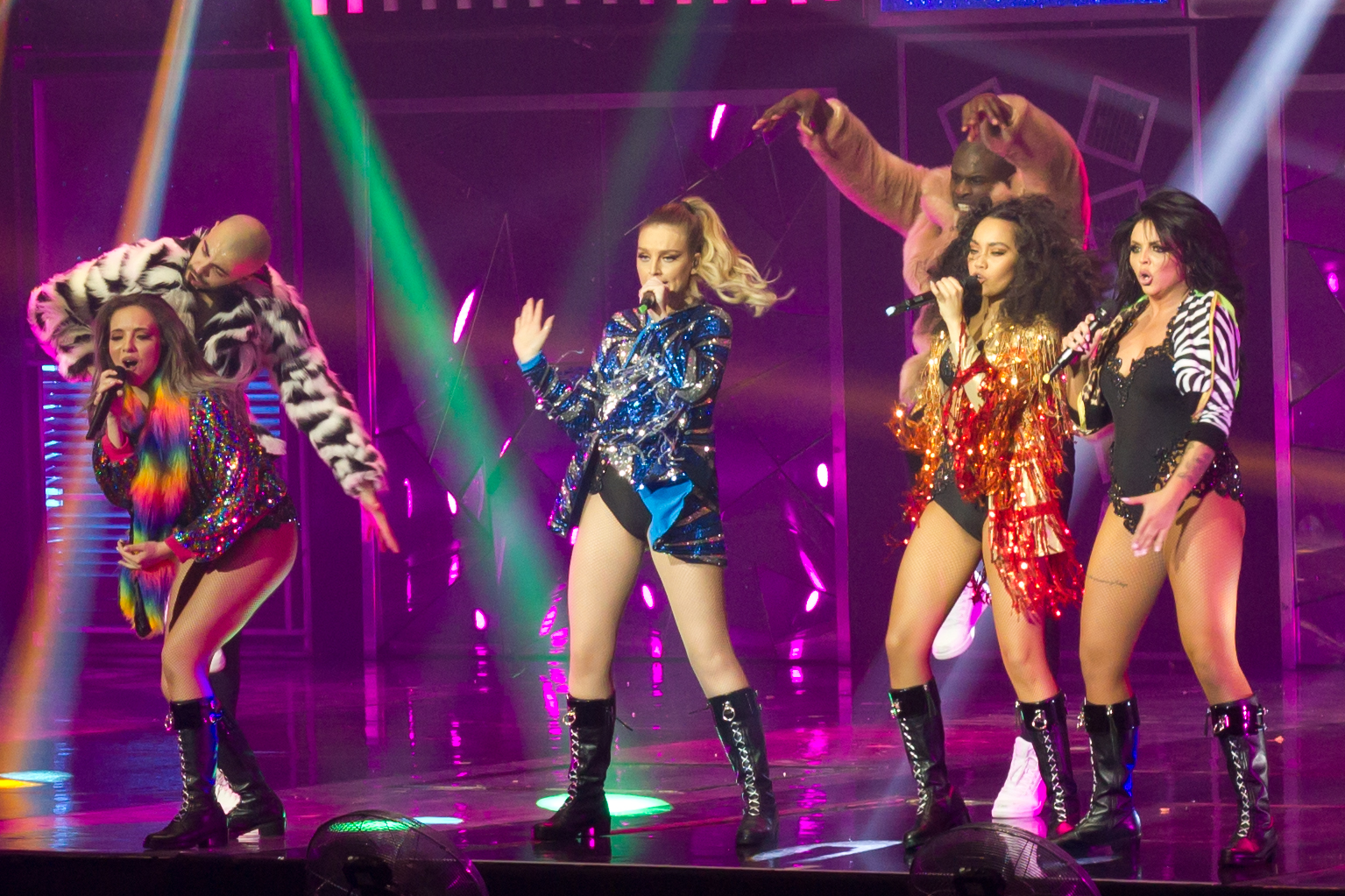
Get Weird tour

Celé album vyšlo 6. listopadu 2015. Obsadilo 2. místo v britské hitparádě, čímž se stalo jejich nejvýše umístěným albem. V USA se dostalo až na 13. místo v žebříčku Billboard 200, tím se Little Mix staly jedinou britskou dívčí skupinou, jejíchž album obsadilo vyšší než patnáctou příčku. "Get Weird" se stalo jejich nejprodávanějším albem a bylo prohlášeno za "dvojnásobně platinové" ve Velké Británii. První oficiální verze při vydání obsahovala 12 písní. rozšířená pak 18 písní, včetně remixů. Píseň "Pretty Girls", která byla napsána pro toto album se na něj nedostala, byla prodána Britney Spears.
24. února vyšel singl Secret Love Song s americkým zpěvákem Jasonem Derulo. Tato píseň měla být věnována LGBTQ+ komunitě, s tím však Jason Derulo nesouhlasil, proto je v albu píseň Secret Love Song pt.II, která je jim věnovaná na každém koncertě. Secret Love song se umístil na 6. místě ve Spojeném království. Singl se umístil jako šestý v britské hitparádě.
Čtvrtý singl tohoto alba "Hair" vyšel 15. dubna 2016 spolu se zpěvákem Seanem Paulem. Ve Spojeném království se umístil na 11. a v Austrálii na 10. místě, tím se stal jejich čtvrtým singlem, který tam dosáhl top 10.
Get Weird turné probíhalo od března do srpna 2016 s 60 koncerty napříč Evropou, Asií a Austrálií. Drží rekord za nejvyšší prodej vstupenek za rok 2016, jen v Británii bylo prodáno přes 300,000 lístků.

### 2020:Confetti,odchod Jesy Nelson a další projekty
V únoru 2020 začala skupina natáčení realitní televizní hudební soutěže Little Mix: The Search, která se začala vysílat 26. září 2020 na BBC One. V březnu 2020 Pollstar zveřejnil seznam 50 nejvýdělečnějších turné ženských umělkyň za předchozí 2 dekády (2000–2019). Little Mix se umístily na seznamu jako druhé mezi dívčími kapelami za Spice Girls s výdělkem $94,856,997 a 1,757,654 prodanými vstupenkami. 27. března 2020 skupina zveřejnila „Break Up Song“ jako hlavní singl z tehdy nepojmenovaného nadcházejícího šestého studiového alba. Jednalo se o první vydání výhradně pod novým vydavalestvím RCA. Vydání singlu doprovodilo rovněž lyric video v ten samý den. Propagace singlu probíhala během pandemie covidu-19. „Holiday“ byl 24. července zveřejněna jako druhý singl alba. Píseň byla oznámena ve videu na sociálních sítích skupiny 16. července 2020. Jako první propagační singl byl „Not a Pop Song“ zveřejněn 9. října 2020. 15. října 2020 Little Mix oznámila druhý propagační singl „Happiness“, který byl zveřejněn další den. Jejich třetí singl, „Sweet Melody“ byl vydán 23. října a vydání singlu doprovodilo i zveřejnění videoklipu písně.
Jejich šesté album, Confetti, má být vydáno 6. listopadu 2020. Přebal alba, název a datum vydání bylo oznámeno 16. září 2020. Pinnock označila Confetti za jejich dosud největší album. 8. listopadu 2020 má skupina moderovat MTV Europe Music Awards 2020, kde zároveň mají i vystoupit. Mezi 21. a 22. listopadem 2020 má v kinech po celém světě býti k vidění záznam turné LM5: The Tour. Trailer k záznamu byl zveřejněn na YouTube 15. října 2020.
Kvůli nemoci se Nelson nemohla zúčastnit finále Little Mix: The Search a ani moderování MTV Europe Music Awards 2020 a 17. listopadu bylo oznámeno, že Nelson si vzala delší čas na oddech od kapely kvůli zdravotním problémům. 14. prosince 2020 Nelson oznámila, že z kapely odstupuje kvůli nedávným problémům s mentálním zdravím. Následně bylo potvrzeno, že Little Mix budou pokračovat jako trio.

### 2021: Pokračování jako trio,Between Usa plánovaný hiatus
V lednu 2021 "Sweet Melody" dosáhla pozice 1 v UK, čímž se stala pátou písní, která toho dosáhla na UK Singles Chart. 8. února 2021 skupina odložila jejich Confetti Tour na rok 2022. Původně mělo začít v dubnu 2021, ale kvůli probíhající pandemii covidu-19 bylo odloženo. V březnu 2021 se Little Mix objevili na březnovém vydáním Glamour, kde se poprvé objevili v časopise jako trio. Také vyhrály ocenění "Gamechangers in Music" během Glamour Women of The Year Awards. 31. března 2021 Little Mix byly oznámeny jako jedny z nominovaných v kategorii British Group k 2021 Brit Awards.
Remix písně "Confetti" byl zveřejněn jako čtvrtý singl alba spolu s videoklipem 30. dubna 2021. Remix zahrnoval nově část s americkou raperku Saweetie. V květnu 2021 Little Mix vyhráli v kategorii Nejlepší skupina během 2021 Brit Awards, čímž se staly vůbec první dívčí skupinou, která toto ocenění vyhrála. Ve stejném měsíci jak Leigh-Anne Pinnock tak i Perrie Edwards oznámili svá těhotenství. Krátce na to Little Mix navnadily na novou hudbu, když sdílely odkaz na stránku s časovačem na 24 hodin. O den později skupina oznámila nový singl "Heartbreak Anthem" ve spolupráci s Galantis a Davidem Guettou s datem vydání 20. května. Poté co ta píseň v červenci 2021 strávila svůj desátý týden v top desítce, se Little Mix staly první dívčí skupinou, která se dokázala udržet 100 týdnů v top desítce UK Singles Chart. V červnu 2021 bylo uveřejněno, že Little Mix byly nejhranější skupinou v britských rádiech 2020 a šestými celkově.
V červenci 2021 bylo oznámeno, že Little Mix budou poctěné voskovými figurínami v Madame Tussauds v Londýně v rámci oslav 10. výročí skupiny. Ačkoli Jesy Nelson opustila skupinu už v prosinci 2020, tak bylo potvrzeno, že stále bude součástí expozice, neboť byla významnou částí skupiny během těch 10 let. Bylo též odtajněno, že figuríny budou v duchu videoklipu k "Bounce Back". 23. července byla vydaná píseň "Kiss My (Uh Oh)" britské zpěvačky Anne-Marie ve spolupráci s Little Mix jako druhý singl z jejího druhého studiového alba, Therapy.
19. srpna skupina odtajila, že vydají své první album největších hitů, Between Us, na oslavu 10. výročí existence skupiny. Hlavní singl alba, "Love (Sweet Love)", byl oznámen 30. srpna a vydán 3. září. V říjnu 2021 bylo odhaleno, že Little Mix byly deváté mezi nejhranějšími ženskými umělkyněmi 21. století ve Spojeném království a jedinou skupinou v top desítce. Between Us bylo vydáno 12. listopadu 2021 obsahující pět nových písní spolu s druhým singlem alba "No". Ve stejném roce Little mix vyhrály MTV Europe Music Award za Nejlepší akt v UK a Irsku už po páté v této kategorii.
2. prosince 2021 skupina oznámila, že se odeberou na hiatus po skončení jejich plánovaného Confetti Tour turné v roce 2022, aby se mohly „znovu dobít" a soustředit se na sólové projekty. V prosinci 2021 Amazon jmenoval jako jedny z největších umělců 2021 na Amazon Music. V roce 2021 Vevo UK odhalilo, že Little Mix bylo top ženský akt roku a jediný britský akt, který se objevil mezi top deseti. 19. prosince 2021 skupina obdržela 2 nominace na 2022 Brit Awards za skupinu roku a Mezinárodní píseň roku za "Heartbreak Anthem".

## Členky

### Perrie Edwards

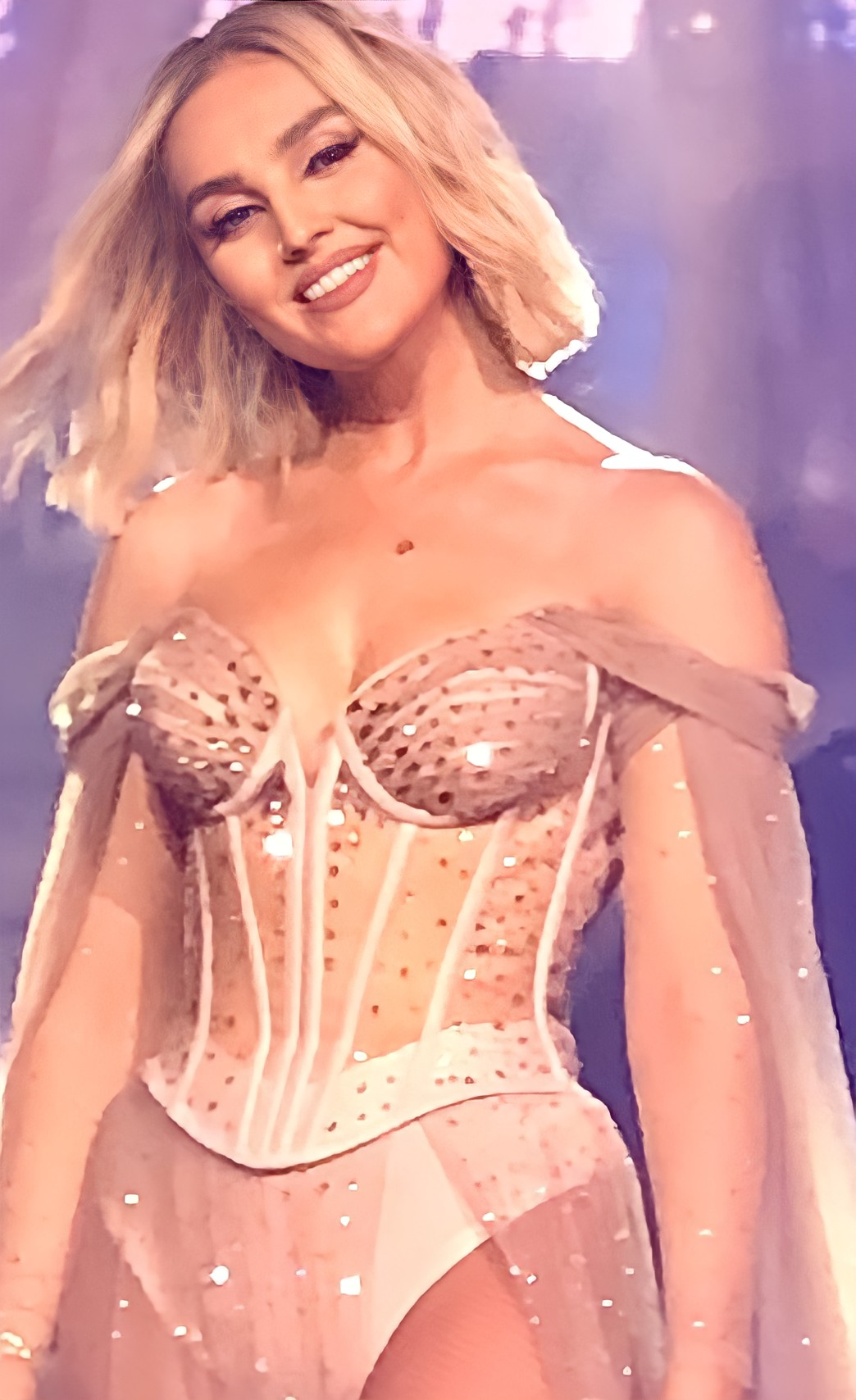
Perrie Edwards

Perrie Louise Edwards, narozena 10. července 1993, je ze South Shields (Tyne and Wear). Narodila se matce Debbie Duffyové a otci Alexandrovi Edwardsovi, má staršího bratra Jonnieho a mladší sestru Caitlin. Její první song v soutěži byl „You Oughta Know“ od Alanis Morissette. Byla zasnoubena se Zaynem Malikem (bývalý člen skupiny One Direction), poté čelila kyberšikaně,protože si fanoušci One Direction mysleli že je její vina, že Zayn ze skupiny odešel. V srpnu 2015 zasnoubení Zayn zrušil. Nyní je ve vztahu s anglickým profesionálním fotbalistou Alexem Oxlade-Chamberlainem (Liverpool FC). V roce 2018 poprvé zveřejnila fotku, kde lze vidět její jizva na břiše po operaci a její pihy, za které byla kdysi šikanována a povzbuzuje lidi, aby se za své jizvy a pihy nestyděli. V roce 2019 veřejně promluvila o tom, že trpí uzkostmi a panickými záchvaty, také se stala ambasodorkou charity pomáhající ženám s rakovinou prsu. V roce 2019 také měla spolupráci a vydala svou kolekci s obuvní značkou Superga Archivováno 27. 10. 2019 na Wayback Machine.. V roce 2021 se stali Perrie a Alex rodiči.Perrie porodila syna jménem Axel Oxlade- Chamberlain.

### Jesy Nelson

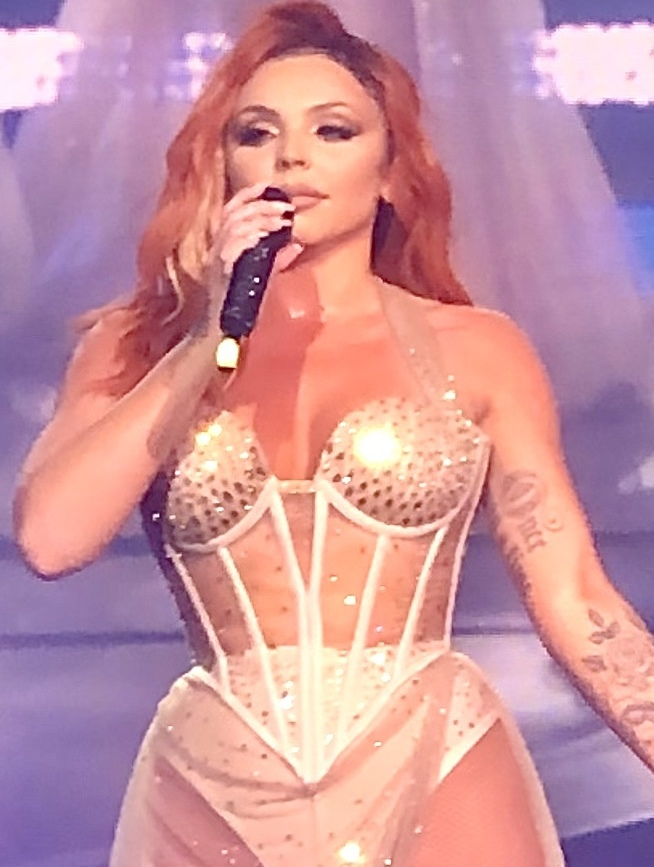
Jesy Nelson

Jessica Louise „Jesy“ Nelson, narozena 14. června 1991, je z Romfordu (Londýn). Nelsonová se narodila svobodné matce, Janis, a má tři sourozence – sestru Jade a bratry Jonathana a Josepha. Předtím, než se připojila ke skupině, pracovala jako barmanka. Její první song v soutěži byl „Bust Your Windows“ od Jazmine Sullivan. Před vznikem Little Mix si prošla kyberšikanou a bojovala, aby prošla X-Factorem. Když Jesy přišla poprvé do X-Factoru (ještě bez ostatních), na twitteru se objevily hnusné zprávy o její váze. „Bylo to těžké, když tam bylo tolik negativních komentářů,“ řekla novinářům Jesy. „Ale mám teď ostatní z LM a ti jsou teď jako moje rodina. Za každý špatný komentář jsou tu stovky hezkých komentářů.“ Ostatní jí údajně nazvali 'Street Mix', protože ona je prostě cool. Na oficiálních stránkách X-Factoru přiznává, že miluje Nandos's (stejně jako Niall Horan) a moc ráda sleduje The Jeremy Kyle Show. Jako jediná z Little Mix uměla dělat BeatBox (nyní se to naučila i Perrie). V červenci 2015 se zasnoubila s Jakem Rochem z kapely Rixton. Později se rozešli. V roce 2019 ji vyšel dokument Jesy Nelson: Odd One Out, který řeší cyber šikanu, kterou si Jesy prošla na počátku Little Mix a o jejím pokusu o sebevraždu v roce 2013 právě kvůli tomuto. 14. prosince 2020 ohlásila, že odchází z Little Mix, aby se mohla soustředit na své mentální zdraví. Ve zprávě se svěřila, že je vděčná za to, že mohla být součástí skupiny, ale i, že to z ní vzalo velkou část. Dne 21. května 2021 podepsala svou první sólo desku s Polydor Records

### Leigh-Anne Pinnock

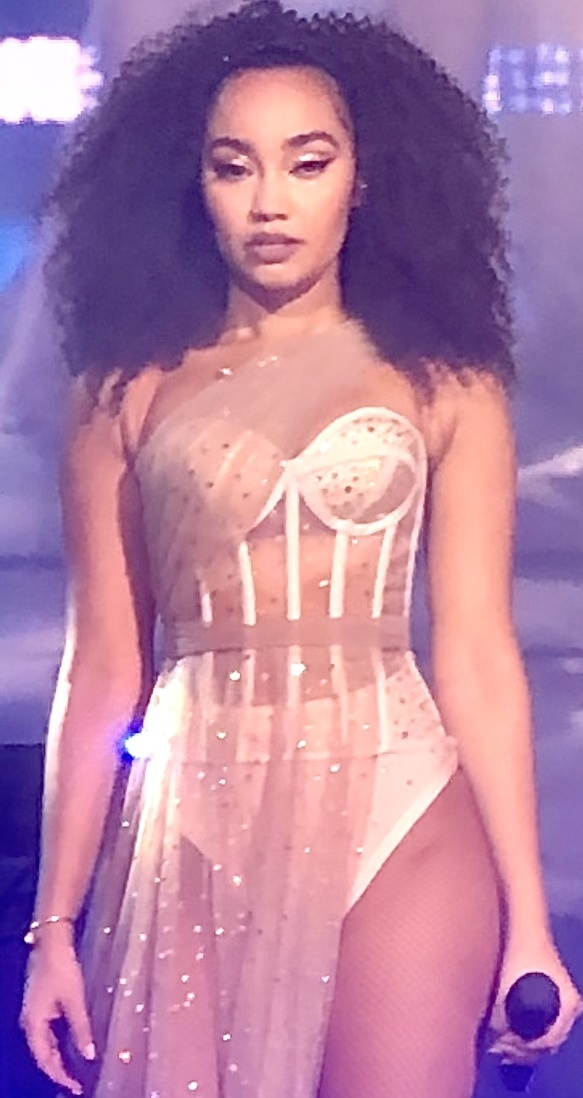
Leigh-Anne Pinnock

Leigh-Anne Pinnock, narozena 4. října 1991, je z High Wycombe (Buckinghamshire). Má dvě starší sestry, Sarah a Sian-Louise. Její rodiče se rozvedli v roce 2009. Leigh-Anne předtím, než našla úspěch s holkama (před vznikem skupiny), přerušila na rok studium a pracovala jako servírka v Pizza Hut. Její první song v soutěži byl „Only Girl (In the World)“ od Rihanny. Leigh je z Little Mix nejlepší v rapu. Nyní je ve vztahu s Andrem Grayem, v roce 2020 se zasnoubili. V roce 2019 poprvé veřejně promluvila o rasismu a o tom jak se na počátku Little Mix cítila neviditelná. V roce 2019 udělala kolekci se značkou Umbro Archivováno 27. 10. 2019 na Wayback Machine. a vytvořila vlastní značku plavek In'A'Sea'Shell. Od roku 2019 je oficiálně songwriter. V roce 2021 se Leigh-Anne narodila dvojčata.

### Jade Thirlwall

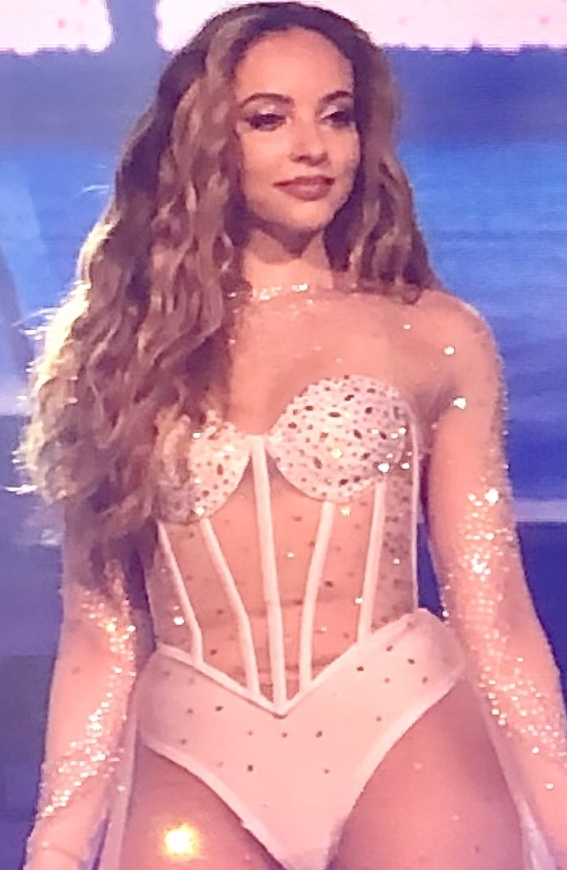
Jade Thirlwall

Jade Amelia Thirlwall, narozena 26. prosince 1992, je ze South Shields (Tyne and Wear). Narodila se svobodné matce Normě a žila se svým bratrem Karlem. Jako studentka se ve svém kraji účastnila mnoha pěveckých soutěží. Je blízká přítelkyně s vítězem 6. série X-Factoru, Joem McElderrym, který je také z South Shields. Tito dva spolu dříve zpívali. Thirlwallová se účastnila i 5. série v roce 2008 a 7. série v roce 2010, byla ale vždy vyloučena. Od devíti let chodila na hudební školu, ale byla odmítnuta z bootcampu v X-Factoru, kvůli nedostatku důvěry. Nicméně, její odhodlání se vyplatilo, když se vrátila do X-Factoru v roce 2011, ačkoliv byla odmítnutá jako sólový zpěvák, dali ji dohromady spolu s ostatními členy z Little Mix. „Bývala jsem 'šprt' školy a děti mi záviděly, protože jsem na tom byla lépe než všichni ostatní. Smály se mi, ale teď jsem tady.“ Jade měla přítele Bena, s kterým chodila 2 roky, po dobu show, v jednom rozhovoru ale řekla: „Je to těžké a já bych pochopila, kdyby to na něj bylo moc, protože tohle a LM bude vždy na prvním místě.“ Často je přiřazována ke stylu Cheryl Cole, která je i s Beyoncé Knowlesovou jejím idolem. V roce 2019 spolu s Leigh-Anne Pinnock vyšla na horu Kilimanjaro pro charitu, veřejně promluvila o anorexii, kterou trpěla v době puberty a otevřela svůj vlastní bar 'Red Door' ve svém rodném městě South Shields. Od roku 2019 je oficiálně songwriter. V roce 2020 oznámila, že během pandemie začala chodit s hercem Jordanem Stephens.

## Diskografie

### Studiová alba
- DNA (2012)
- Salute (2013)
- Get Weird (2015)
- Glory Days (2016)
- LM5 (2018)
- Confetti (2020)
- Between Us (2021)

## Turné
- DNA Tour (2013)
- Salute Tour (2014)
- The Get Weird Tour (2016)
- The Glory Days Tour (2017)
- Summer Hits Tour 2018 (2018)
- LM5: The Tour (2019)
- Summer Tour (2020; zrušeno)
- The Confetti Tour (2022)